# Біктімиров Салман Галіахметович
Салман Галіахметович Біктімиров (башк. Сәлмән Ғәлиәхмәт улы Биктимеров; 1913—1971) — Герой Радянського Союзу (1944), учасник німецько-радянської війни.

## Біографія
Салман Біктімиров народився 1 (за новим стилем — 14) серпня 1913 року в селі 2-е Кинзебизово (нині — Кинья-Абиз Куюргазинського району Башкиртостану). Отримав початкову освіту. В 1937—1941 роках працював дорожнім майстром в Узмостдорстрої НКВС в Узбецькій РСР.
У грудні 1941 року призваний на службу в Червону Армію Куюргазинским районним військовим комісаріатом Башкирської АРСР. З липня 1942 року — на фронтах німецько-радянської війни. Брав участь у боях на Брянському, Південно-Західному, Степовому, Центральному, Білоруському і 2-му Білоруському фронтах.
До вересня 1943 року гвардії старший сержант Салман Біктімиров командував відділенням шабельного ескадрону 60-го гвардійського кавалерійського полку 16-ї гвардійської кавалерійської дивізії 61-ї армії Центрального фронту.
18 вересня 1943 року гвардії старший сержант Біктімиров, діючи в головній похідній заставі, незважаючи на масований ворожий кулеметний та гарматний вогонь, першим увірвався до села Березна та Бігач Чернігівської області Української РСР. Своїми діями Біктімиров сприяв успішному звільненню цих сіл. 28 вересня 1943 року, незважаючи на сильний вогонь противника, Біктімиров першим у своєму підрозділі форсував Дніпро в районі села Неданчичі Чернігівської області. Закріпившись на плацдармі на західному березі річки, Біктімиров взяв активну участь у забезпеченні успішної переправи через Дніпро іншими полковими підрозділами, знищивши в бою 15 ворожих солдатів і офіцерів.
Указом Президії Верховної Ради СРСР від 15 січня 1944 року гвардії старший сержант Салман Біктімиров удостоєний звання Героя Радянського Союзу з врученням ордена Леніна і медалі «Золота Зірка» за номером 4330.
У квітні 1944 року, отримавши важке поранення, Біктімиров був демобілізований з армії і повернувся в рідне село, де працював у колгоспі. У 1945 році вступив у ВКП(б).
Помер 24 лютого 1971 року, похований у рідному селі.

## Пам'ять
Пам'ятник Біктімирову встановлений в селі Кінья-Абиз. У Національному музеї Республіки Башкортостан ім'я Біктімирова є на меморіальній дошці в числі імен 78 Героїв Радянського Союзу 112-ї Башкирської дивізії (16-ї гвардійської Чернігівської дивізії).